# Tunică vaginală (testicul)
Tunica vaginală este punga de membrană seroasă care acoperă testiculele. Este derivat din procesul vaginal al peritoneului, care la făt precede coborârea testiculelor din abdomen în scrot.După coborârea sa, acea porțiune a pungii care se extinde de la inelul inghinal abdominal până aproape de partea superioară a glandei devine obliterată; porțiunea inferioară rămâne ca un sac închis, care învestește suprafața fiecărui testicul și se reflectă pe suprafața internă a scrotului; prin urmare, poate fi descris ca fiind format dintr-o lamă viscerală și o lamă parietală. 

## Lamina viscerală
Lamina viscerală (lamina visceralis) acoperă cea mai mare parte a testiculului și a epididimului, conectându-l pe acesta din urmă la testicul prin intermediul unei pliuri distincte. De la marginea posterioară a glandei se reflectă pe suprafața internă a scrotului. 

## Lamina parietală
Lamina parietală (lamina parietalis) este mult mai extinsă decât viscerala, extinzându-se în sus pentru o anumită distanță în față și pe partea mediană a cordonului și ajungând sub testicul. Suprafața interioară a tunicii vaginale este netedă și acoperită de un strat de celule mezoteliale simple scuamoase. Spațiul dintre laminele viscerale și parietale constituie cavitatea tunicii vaginale.

## Cavum vaginale

Desen schematic al unei secțiuni transversale prin procesul vaginal. 1 testicul, 2 Epididim, 3 Mesorchium, 4 Lamina visceralis a Tunica vaginalis, 5 Lamina parietalis a Tunica vaginalis, 6 Cavum vaginale, 7 Epididim, 8 Fascia spermatica interna

Cavum vaginale este cavitatea tunicii vaginale. Testiculul atârnă suspendat într-un spațiu, cavum vaginale, de care este separat de stratul visceral al tunicii vaginale. Acesta din urmă este continuat până la epididim, la marginile laterale ale căruia este reflectat înainte ca strat parietal și, deoarece acesta este mai extins decât stratul visceral, rezultă cavum vaginale numită cavitate. Testiculul este închis într-o capsulă groasă de țesut fibros, tunica albuginea . Tunica albuginea trimite prelungiri spre interior, împărțind testiculul în lobuli. Fiecare lobul conține tubulii seminiferi, care se extind de la baza unde se termină înfundat, spre vârf. 

## Boli
- mezoteliom
- hidrocel [2]
- corpuri cartilaginoase [3]
- hematocel [4]